# Copa de Suecia 2014-15
La Copa de Suecia 2014/15 (en Idioma sueco: Svenska Cupen) es la LIX edición del principal torneo de copa de fútbol en Suecia. Se disputa desde 1941 y es organizada por la Asociación Sueca de Fútbol.
Cada año 98 equipos participan de la competencia, integrada por los 14 equipos de la Allsvenskan (la Liga sueca de primer nivel de fútbol de Suecia) y los 16 equipos de Superettan (la Super División 1 - segundo nivel de fútbol sueco), junto con 68 equipos de otros distritos.
El formato es a eliminación directa, desde las rondas clasificatorias hasta semifinales. La final es a un solo partido, y se disputa en el campo del equipo local. El campeón clasifica a la tercera ronda preliminar de la UEFA Europa League.
El club con más títulos es el Malmö FF con catorce.

## Equipos clasificados

### Primera División
Los veinte equipos de la Primera División 2014/15:
| - AIK Estocolmo - Åtvidabergs FF - BK Häcken - Djurgårdens IF - Falkenbergs FF - Gefle IF - Halmstads BK - Helsingborgs IF - IF Brommapojkarna | - IF Elfsborg - IFK Göteborg - IFK Norrköping - Kalmar FF - Malmö FF - Mjällby AIF - Örebro SK |

## Fase de grupos

### Grupo A
| Equipo              | Pts | PJ | PG | PE | PP | GF | GC | Dif |
| ------------------- | --- | -- | -- | -- | -- | -- | -- | --- |
| Jönköpings Södra IF | 0   | 0  | 0  | 0  | 0  | 0  | 0  | 0   |
| Malmö FF            | 0   | 0  | 0  | 0  | 0  | 0  | 0  | 0   |
| Hudiksvalls FF      | 0   | 0  | 0  | 0  | 0  | 0  | 0  | 0   |
| Assyriska FF        | 0   | 0  | 0  | 0  | 0  | 0  | 0  | 0   |

| 21 de febrero de 2015 | Hudiksvalls FF     | 1-4 (0:3) | Jönköpings Södra IF                     | Sparbanken Lidköping Arena, Hudiksvall                   |                                                          |
|                       | Karlsson 51' (pen) |           | 12' 29' Smylie · 43' Silka · 74' Olsson | Asistencia: 270 espectadores Árbitro(s): Patrik Eriksson | Asistencia: 270 espectadores Árbitro(s): Patrik Eriksson |

|  |  | vs. |

- Datos: Q16838073